# Station De Hoek
Station De Hoek is een spoorweghalte langs spoorlijn 124 (Brussel - Charleroi) bij de kern De Hoek (Frans: Le Coin, ook als Het Gehucht of Le Hameau bekend) in de gemeente Sint-Genesius-Rode.
Bij de opening van dit station heette het Den Hoek maar in 1951 werd de naam aangepast naar De Hoek.

## Treindienst
| Serie | Treinsoort             | Route                                                                                 | Bijzonderheden |
| ----- | ---------------------- | ------------------------------------------------------------------------------------- | --- |
| S 1   | S-trein Brussel (NMBS) | Charleroi-Centraal – /Nijvel – De Hoek – Brussel-Zuid – Mechelen – Antwerpen-Centraal | Op zondag een deel Brussel-Noord - Nijvel en een deel Brussel-Zuid - Antwerpen-Centraal. Tijdens de week eerste en laatste ritten van/naar Charleroi-Centraal. |

## Galerij

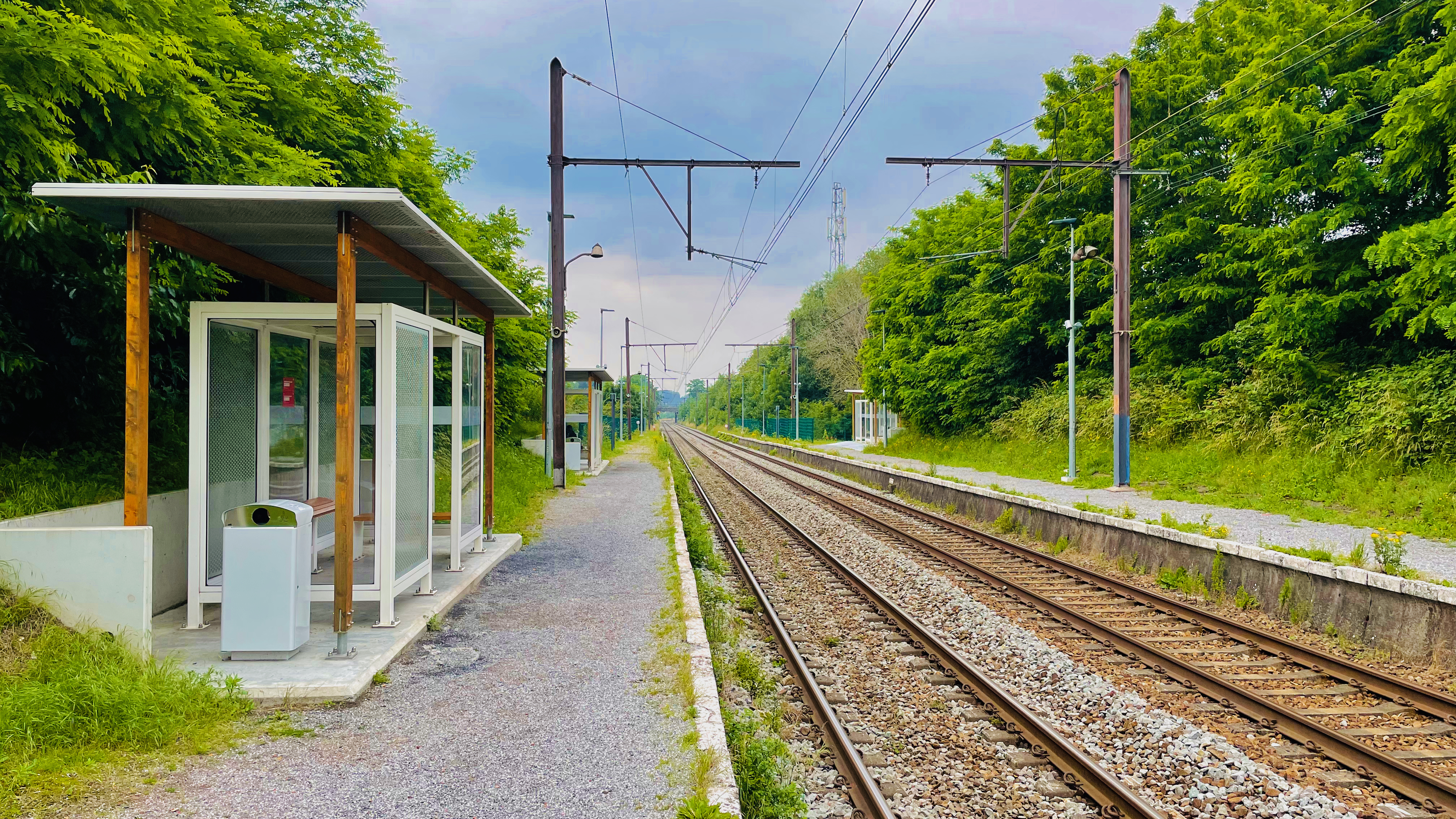
Zicht op de perrons
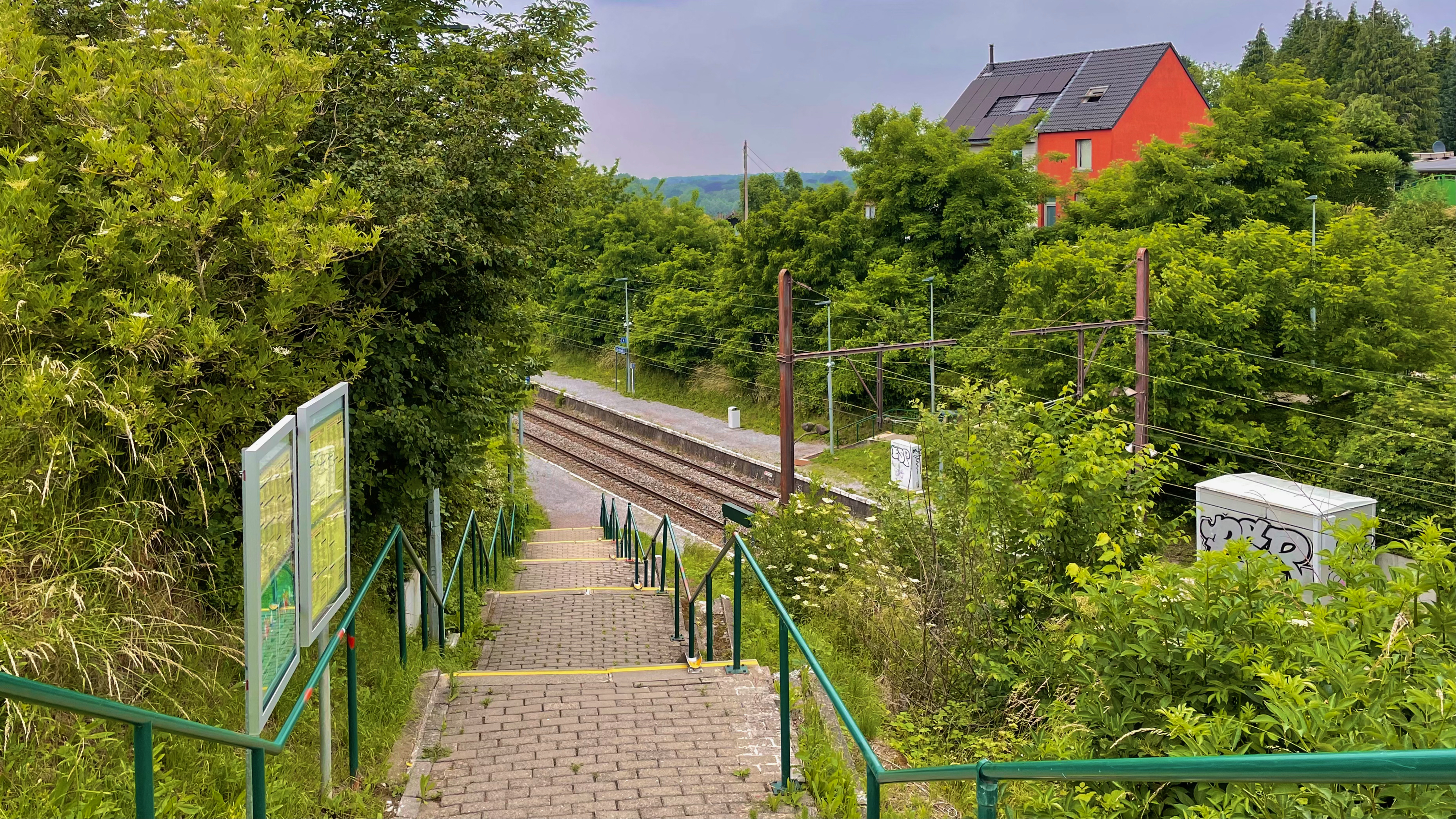
Toegang tot het station
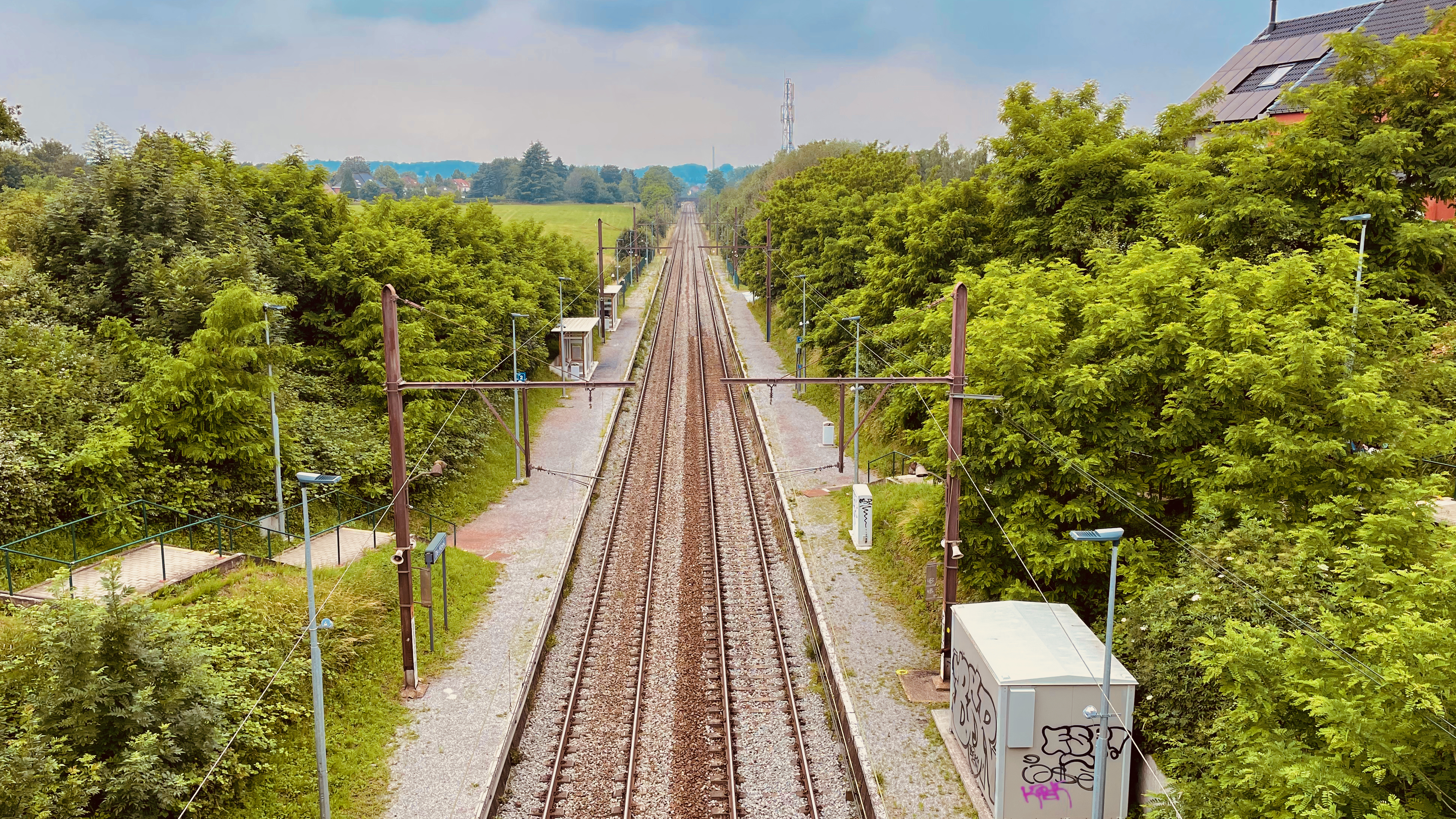
Zicht op de sporen
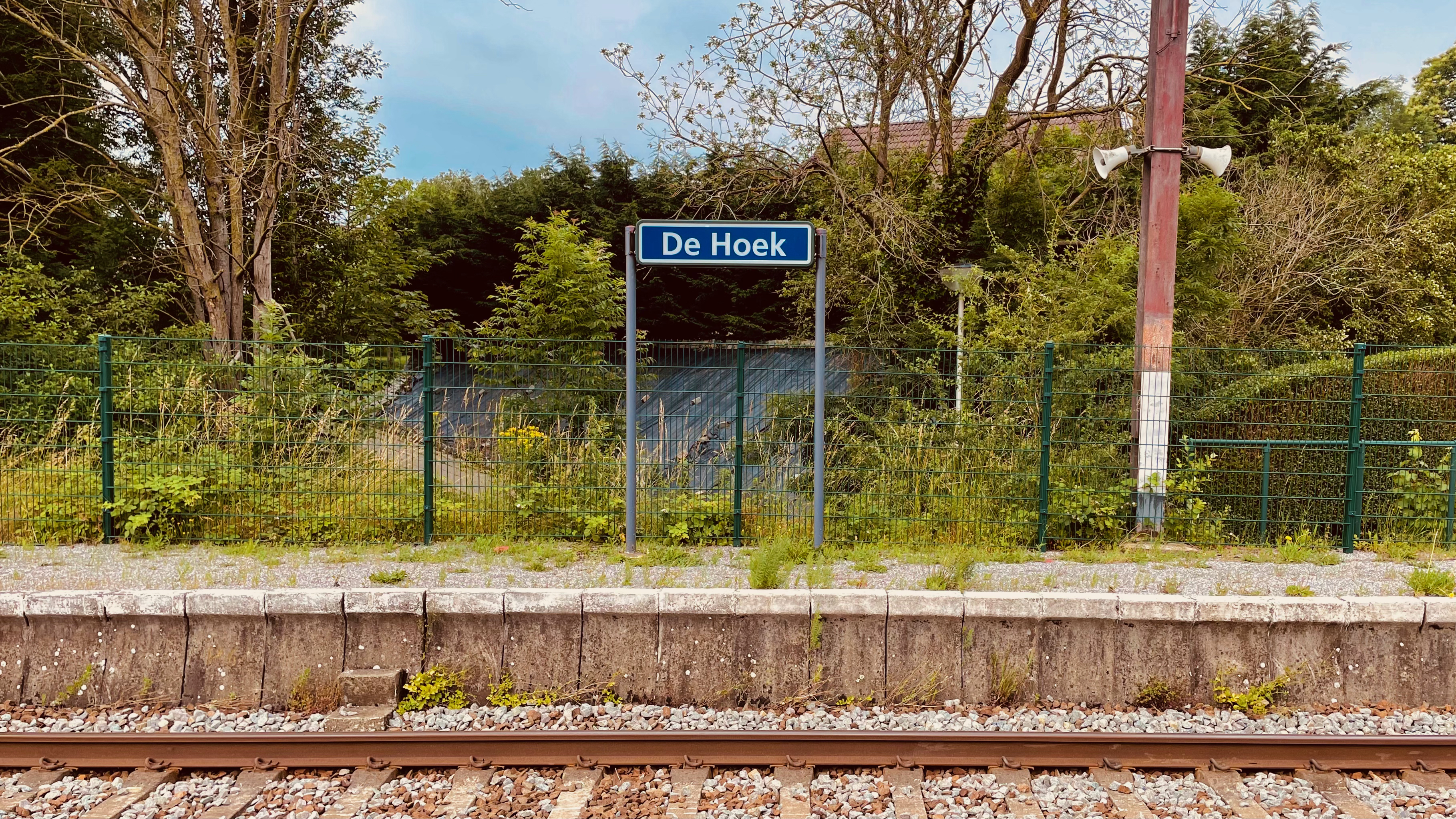
Plaatsnaambord

## Reizigerstellingen
De grafiek en tabel geven het gemiddeld aantal instappende reizigers weer op een week-, zater- en zondag.
| Tabel: aantal instappende reizigers station De Hoek | Tabel: aantal instappende reizigers station De Hoek | Tabel: aantal instappende reizigers station De Hoek | Tabel: aantal instappende reizigers station De Hoek |
|                                                     | Weekdag                                             | Zaterdag                                            | Zondag                                              |
| --------------------------------------------------- | --------------------------------------------------- | --------------------------------------------------- | --------------------------------------------------- |
| 1977                                                | 364                                                 | 107                                                 | 72                                                  |
| 1978                                                | 287                                                 | 92                                                  | 58                                                  |
| 1979                                                | 362                                                 | 94                                                  | 74                                                  |
| 1980                                                | 368                                                 | 78                                                  | 60                                                  |
| 1981                                                | 313                                                 | 99                                                  | 71                                                  |
| 1982                                                | 339                                                 | 66                                                  | 64                                                  |
| 1983                                                | 231                                                 | 86                                                  | 45                                                  |
| 1984                                                | 252                                                 | 54                                                  | 46                                                  |
| 1985                                                | 213                                                 | 75                                                  | 67                                                  |
| 1986                                                | 208                                                 | 75                                                  | 58                                                  |
| 1987                                                | 188                                                 | 72                                                  | 46                                                  |
| 1988                                                | 208                                                 | 57                                                  | 43                                                  |
| 1989                                                | 273                                                 | 79                                                  | 44                                                  |
| 1990                                                | 231                                                 | 72                                                  | 45                                                  |
| 1991                                                | 227                                                 | 118                                                 | 68                                                  |
| 1992                                                | 228                                                 | 89                                                  | 65                                                  |
| 1993                                                | 229                                                 | 108                                                 | 18                                                  |
| 1994                                                | 226                                                 | 129                                                 | 66                                                  |
| 1995                                                | 192                                                 | 87                                                  | 57                                                  |
| 1996                                                | 184                                                 | 99                                                  | 78                                                  |
| 1997                                                | 174                                                 | 77                                                  | 52                                                  |
| 1998                                                | 202                                                 | 120                                                 | 66                                                  |
| 1999                                                | 222                                                 | 128                                                 | 86                                                  |
| 2000                                                | 220                                                 | 200                                                 | 92                                                  |
| 2001                                                | 221                                                 | 126                                                 | 56                                                  |
| 2002                                                | 221                                                 | 122                                                 | 64                                                  |
| 2003                                                | 226                                                 | 135                                                 | 86                                                  |
| 2004                                                | 207                                                 | 109                                                 | 64                                                  |
| 2005                                                | 218                                                 | 135                                                 | 62                                                  |
| 2006                                                | 212                                                 | 118                                                 | 94                                                  |
| 2007                                                | 208                                                 | 162                                                 | 61                                                  |
| 2008                                                | -                                                   | -                                                   | -                                                   |
| 2009                                                | 195                                                 | 158                                                 | 58                                                  |
| 2010                                                | -                                                   | -                                                   | -                                                   |
| 2011                                                | -                                                   | -                                                   | -                                                   |
| 2012                                                | 192                                                 | 68                                                  | 44                                                  |
| 2013                                                | 213                                                 | 71                                                  | 58                                                  |
| 2014                                                | 270                                                 | 102                                                 | 38                                                  |
| 2015                                                | 207                                                 | 86                                                  | 64                                                  |
| 2016                                                | 248                                                 | 109                                                 | 67                                                  |
| 2017                                                | 231                                                 | 112                                                 | 99                                                  |
| 2018                                                | 233                                                 | 122                                                 | 81                                                  |
| 2019                                                | 204                                                 | 192                                                 | 91                                                  |
| 2020                                                | 137                                                 | 99                                                  | 69                                                  |
| 2021                                                | -                                                   | -                                                   | -                                                   |
| 2022                                                | 274                                                 | 230                                                 | 107                                                 |
| 2023                                                | 214                                                 | 235                                                 | 79                                                  |
| 2024                                                | 231                                                 | 216                                                 | 81                                                  |

0,0: Brussel-Zuid ·
2,1: Vorst-Oost ·
4,0: Ukkel-Stalle ·
5,6: Ukkel-Kalevoet ·
7,8: Linkebeek ·
9,1: Holleken ·
11,4: Sint-Genesius-Rode ·
12,6: De Hoek ·
15,5: Waterloo ·
18,8: Eigenbrakel ·
23,4: Lillois ·
28,1: Baulers ·
29,3: Nijvel ·
33,6: Bois-de-Nivelles ·
37,0: Obaix-Buzet ·
40,9: Luttre ·
43,4: La Chaussée ·
46,5: Courcelles-Motte ·
48,7: Roux ·
49,5: Monceau ·
52,9: Marchienne-au-Pont ·
53,7: Marchienne-Oost ·
55,9: Charleroi-Centraal